# Kim Thành Giang
Kim Thành Giang (chữ Hán giản thể: 金城江区, bính âm: Jīnchéngjiāng Qū, âm Hán Việt: Kim Thành Giang khu) là một quận thuộc địa cấp thị Hà Trì, khu tự trị dân tộc Choang Quảng Tây, Cộng hòa Nhân dân Trung Hoa. Quận Kim Thành Giang có diện tích 2340 km², dân số năm 2002 là 310.000 người. Về mặt hành chính, quận Kim Thành Giang được chia thành các đơn vị hành chính gồm 8 trấn, 7 hương.